# Шеметило Едуард Сергійович
Едуа́рд Сергі́йович Шемети́ло (* 14 серпня 1990, Ковель) — український спортсмен, займається в програмі каное-марафон.

## Життєпис
Проживає в Полтаві.
Спортом займатися почав 2003 року.
Представляв клуби: ШВСМ, Колос, ЗСУ.
Срібний призер Чемпіонату Європи 2009 року.
2012, 2011, 2010 роки — срібний призер чемпіонату світу.
2012, 2011 — володар Кубока Світу.
Червень 2013 — Чемпіонат Європи, Португалія (С-4, 1000 м: Віталій Вергелес, Денис Коваленко, Денис Камерилов та Едуард Шеметило) — 3 місце.
З 25 липня по 4 серпня 2013 року в колумбійському містечку Калі на Всесвітніх іграх з веслування на байдарках та каное у каное двійці в програмі марафон з Шпаком Олексієм завоював срібло.

### Універсіада 2013
На літній Універсіаді, яка проходила з 6-о по 17-е липня у Казані, Едуард предсталяв Україну у двох дисциплінах та завоював срібну та золоту медалі разом із Денисом Камериловим, Віталієм Вергелесом та Дмитром Янчуком.
У перший день фінальних заїздів з веслування на байдарках і каное українці у складі човна каное-четвірки студентської збірної України завоювали золоту медаль на дистанції 1000 метрів. У фінальному заїзді українці фінішували з результатом — 3 хвилини 37,893 секунди. Вони більше, ніж на півсекунди (0,583) випередили срібних призерів — збірну Росії і на 0,726 секунд — бронзових призерів — збірну Польщі.
Разом із золотими нагородами цьому екіпажу вдалося здобути ще срібні нагороди на п'ятсотметрівці. Лише 0,3 секунди відділили наших спортсменів від першого місця, яке цього разу здобули господарі змагань, росіяни. Бронзові нагороди в узбекистанців.

## 2014
У липні 2014 року в Бранденбурзі на чемпіонаті європи в каное одиночці на дистанції 5000 метрів завоював срібло.

## 2015
У 2015 році в чеському містечку Рачіце на чемпіонаті європи в каное четвірці на дистанції 1000 метрів завоював бронзову нагороду.
В тому ж таки 2015 році на кубку світу в каное четвірці на дистанціях 1000 метрів та 200 метрів здобув дві срібні нагороди
У серпні 2015 року в Мілані на чемпіонаті світу з веслування на байдарках і каное Віталій Вергелес, Денис Камерилов, Денис Коваленко та Едуард Шеметило вибороли срібну медаль

## Державні нагороди
- Орден «За заслуги» III ст. (25 липня 2013) — за досягнення високих спортивних результатів на XXVII Всесвітній літній Універсіаді в Казані, виявлені самовідданість та волю до перемоги, піднесення міжнародного авторитету України[7]
- Почесна Грамота Кабінету Міністрів України (8 липня 2013) № 24404 __ за вагомий особистий внесок у розвиток спорту, високу професійну майстерність, досягнення значних спортивних результатів та піднесення міжнародного авторитету України